# Tricoma pellucida
Tricoma pellucida is een rondwormensoort uit de familie van de Desmoscolecidae. De wetenschappelijke naam van de soort is voor het eerst geldig gepubliceerd in 1935 door Allgén.